# Detlof Heijkenskjöld den äldre
Detlof Heijke (adlad Heijkenskjöld), född 4 juli 1707 på Gammelbo bruk i Örebro län, död 26 mars 1775 i Stockholm, var en svensk bergmästare.
Detlof Heijke var son till Detlof Heijke den äldre och Margareta Tilas, en faster till Daniel Tilas, och genom faderns äktenskap hamnade Gammelbo bruk och Granhult i släktens ägo. Hans bröder var jämte honom själv brukspatroner på dessa bruk. Sedan Detlof Heijke blivit auskultant vid Bergskollegium 1728 studerade han gruvor och bergsbruk i flera länder på den europeiska kontinenten. Efter hemkomsten blev han 1737 bergmästare i Nya Kopparbergs bergmästardöme. Han blev bergsråd 1758 och adlades 1761 med namnet Heijkenskjöld. 
Heijkenskjöld bidrog i hög grad till bergshanteringens utveckling i Sverige. Han förbättrade gruvdriften, ökade Nya Kopparbergs produktion, uppmuntrade bergsmännen till utökat jordbruk samt anlitades som ledamot av flera kommissioner för bergs- och skogsskötselns höjande. Som preses i Vetenskapsakademien, i vilken han invaldes 1742, höll han två tal: Om bergverksrörelsen i gemen (1759) och Om bergshandteringens olika öden och omvexlingar i vårt kära fädernesland (1768). Dessutom publicerade han tre smärre uppsatser i Vetenskapsakademiens handlingar.
1747 blev han disponent för Gammelbo bruk samt köpte andelar i det förlustbringande Hällefors silverbruk som han omvandlade till järn- och stålmanufaktur varmed det började gå med vinst. Han deltog i bildandet av Jernkontoret.
Hans hustru var Catharina Hising, dotter till Wilhelm Hisinger och friherrinnan Anna Märta Taube af Odenkat. Med henne fick han bland annat sonen Detlof Heijkenskjöld den yngre.